# ロッド・キャニオン

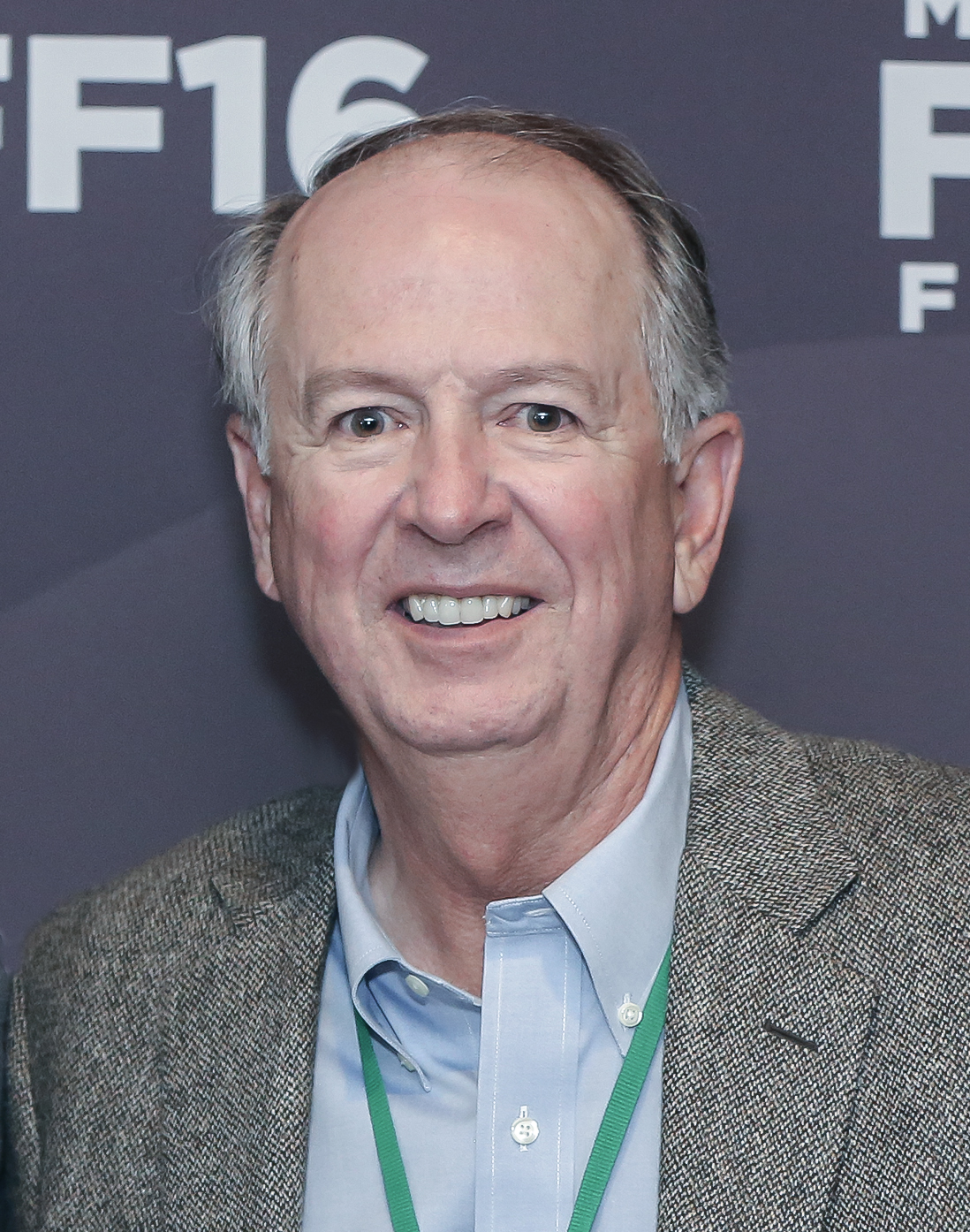
ロッド・キャニオン

ジョセフ・ロドニー・キャニオン（Joseph Rodney Canion、1945年1月19日 - ）、通称ロッド・キャニオン (Rod Canion) は、アメリカ合衆国の実業家。コンパックの共同設立者として知られる。ヒューストン生まれ。

## 経歴
ヒューストン大学で、1966年と1968年に電気工学の学士号と修士号をそれぞれ取得。テキサス・インスツルメンツ社の技術者として働いていた1980年頃事業を企て、IBM PC が発売された1981年に IBM PC 用の外部記憶装置を販売しようと目論み、ベンチャーキャピタリストのベン・ローゼンに出資を要請したが断られる。その年の夏、レストランで同僚ジム・ハリス、ビル・マートらとマーケティング・プランについて話し合っていると、ポータブルパソコンの着想が浮かぶ。IBM PC と互換性を保ち、しかもポータブルなパソコンのアイデアはローゼンのゴーサインを出し、1982年に試作品製作費用として2万ドルが融資された。同年にジム・ハリス、ビル・マートらとともに、1000ドルずつ出し合ってコンパックを設立した。
9か月で IBM のコードを含まない IBM PC 互換の BIOS を完成させ、1982年11月に Compaq Portable として発表。1983年に販売が開始され、初年で5万台1億1120万ドルの売り上げを記録。アメリカ史上最短でフォーチュン500へのランキングを果たすが、コンパックの経営が悪化した1991年に最高経営責任者を解任された。
1992年に Insource Technology グループを設立。会長を務める。Insource Technology はネットワーク工学、システム開発、インターネットテクノロジー、プロジェクト管理、情報システムセキュリティのコンサルティングサービスを提供する会社で、キャニオンは HealthLink（ヘルスケアコンサルティングを専門とする Insource Technology のスピンオフ）の取締役会に勤めている。
1999年9月、Questia Media に投資を行い、同社の取締役会長に就任した。Questia Media は高校や大学に教養学科本と学術論文のオンライン図書館サービスを提供している会社で、同社は後に1億5000万ドルの資金を調達した。
このほか、AMVESCAP、BlueArc、Young Life Metro の取締役会メンバー、Houston Technology Center の会長、Sternhill Partnersの諮問委員会メンバーも兼任している。